# Confédération des travailleurs du Venezuela
Pour les articles homonymes, voir CTV.
La Confederación de Trabajadores de Venezuela (CTV - Confédération des travailleurs du Venezuela) est une centrale syndicale vénézuélienne fondée en 1936. Elle est proche de l'Action démocratique. Elle est affiliée à la Confédération syndicale internationale et à l'Organisation régionale interaméricaine des travailleurs. Elle est parfois considérée comme un « syndicat jaune » en raison de ses positions souvent proches de celles du patronat vénézuélien.
En novembre 2001, elle intègre une junte d'urgence nationale composée de l'organisation patronale Fedecamaras, de la chambre de commerce, des partis Action démocratique, Copei, Primero Justicia et Projet Venezuela, appelant à renverser « les tyrans qui [nous] gouvernent. » Elle est impliquée dans le coup d'État de 2002 au Venezuela.
Entre 2002 et 2003, la Confédération a reçu des fonds de la National Endowment for Democracy.